# Nothofidonia
Nothofidonia is een geslacht van vlinders van de familie spanners (Geometridae), uit de onderfamilie Ennominae.

## Soorten
- N. ansorgei (Warren, 1901)
- N. bicolor Prout, 1915
- N. irregularis Prout, 1915
- N. xenoleuca Prout, 1928